# Niederstotzingen
Niederstotzingen település Németországban, azon belül Baden-Württembergben. Lakosainak száma 4925 fő (2023. december 31.).

## Népesség
A település népessége az elmúlt években az alábbi módon változott:
| Lakosok száma | 3434 | 3673 | 3788 | 3870 | 3890 | 4619 | 4894 | 4905 | 4497 | 4925 |
|               | 1961 | 1967 | 1974 | 1980 | 1986 | 1993 | 1999 | 2005 | 2012 | 2023 |